# 학사초등학교
학사초등학교는 대한민국 부산광역시 북구에 있는 공립 초등학교이다.

## 학교 연혁
- 2003년 3월 1일: 개교
- 2003년 3월 1일: 30학급 편성(학생 1,156명, 교사 36명)
- 2004년 2월 18일: 제1회 졸업식(남 92명, 여 72명, 계 164명)
- 2006년 6월 20일: 도서관 '빛'개관
- 2006년 8월 31일: 컴퓨터실 현대화
- 2006년 12월 6일: 방과후학교 시범학교 운영보고회
- 2007년 11월 20일: 2007 학교평가 결과 우수학교 선정(부산광역시 교육감 표창)
- 2008년 3월 1일: 부산광역시 영어교수학습방법 정책연구학교(2년)
- 2009년 11월 18일: 부산광역시교육청지정 영어교수학습방법 정책연구학교 운영보고회
- 2009년 12월 31일: 교육감표창(주5일수업제 운영 우수학교)
- 2010년 3월 3일: 부산광역시교육청지정 주제중심 영어교육 정책연구학교 운영(1년)
- 2010년 3월 22일: 제2과학실 현대화 사업, 2010 학교평가 결과 변화선도학교 선정
- 2011년 3월 1일: 부산광역시교육청지정 창의인성교육 선도학교 지정(1년)
- 2014년 3월 1일: 제 6대 하철진 교장 부임
- 2014년 3월 3일: 학교도서관 지역문화센타 운영(부산광역시교육청지정)
- 2014년 3월 3일: 북부 9지역 5학년 수학 과학 영재학급 운영
- 2014년 5월 27일: 초등진로교육운영학교(부산광역시교육청)
- 2015년 3월 20일: 토의토론수업 공모형직무연수 운영학교 선정
- 2015년 5월 30일: 그린나래 쉼터(오골계애육장)설치 및 HDSI 카메라 설치
- 2015년 8월 14일: 학생용 책걸상(540조) 및 사물함(780개) 교체
- 2016년 1월 29일: 학생화장실 전기온수기 설치(8곳)
- 2016년 2월 19일: 제13회 졸업식 (남 64명, 여 61명, 계 125명, 누계 2451명)
- 2016년 2월 26일: 돌봄교실(2실) 환경개선 공사
- 2016년 3월 1일: 30학급 편성(특수학급 1포함) 학생 751명, 교원41명
- 2016년 3월 1일: 2016학년도 교육실습협력학교 지정 운영
- 2016년 3월 15일: 공모형직무연수 운영학교(교과별 지도 역량 강화)
- 2016년 8월 5일: 계단 및 복도 도장 공사
- 2016년 9월 1일: 제 7대 성윤득 교장 부임
- 2016년 10월 28일: 무용실 스포츠매트 설치 및 연구실 강화마루 공사
- 2017년 1월 20일: 과학실 앞 비상 샤워부스 설치, 심폐소생술 재세동기 설치
- 2017년 3월 1일: 29학급 편성(특수학급 1 포함, 학생 718명, 교원 39명)
- 2017년 7월 25일: 교실 및 교사 전면 도색 공사
- 2017년 9월 1일: 제 8대 박형신 교장 부임
- 2017년 11월 24일: 급식 시설 현대화사업 완공
- 2018년 1월 29일: 천정 석면 텍스 교체 완료
- 2018년 2월 20일: 제15회 졸업식 (남 72명, 여 63명, 계 135명, 누계 2721명)
- 2018년 8월 16일: 중간운동장 퍼걸러 설치 완료
- 2018년 11월 28일:공기청정기 겸용 냉난방기 교체 공사 완료
- 2019년 2월 22일: 제16회 졸업식( 남 67명,여 55명,계 122명 누계 2843명)
- 2019년 3월 1일: 27학급 편성(특수학급 1 포함, 학생 627명, 교원 37명)
- 2019년 3월 1일: 2019학년도 교육실습협력학교 지정 운영
- 2019년 9월 1일: 제 9대 김건호 교장 부임

## 학생 수
학생 : 988명
교직원 : 398명

## 참고 자료
- 학사초등학교 - 한국교육학술정보원 학교알리미